# Dia da Constituição Norueguesa

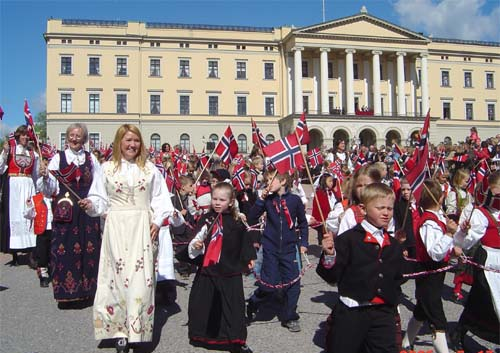
Crianças a comemorar o Dia da Constituição em frente ao Palácio Real de Oslo.

O Dia da Constituição Norueguesa é um feriado nacional da Noruega comemorado no dia 17 de Maio de cada ano. Entre os noruegueses, o dia é referido como syttende mai (Dezassete de Maio), Nasjonaldagen (Dia Nacional) ou Grunnlovsdagen (Dia da Constituição). A data - 17 de Maio de 1814 -, assinala a assinatura da Constituição da Noruega na cidade de Eidsvoll.
A celebração data é feita habitualmente com paradas de crianças, sem a presença de militares.